# Plesni savez Crne Gore
Plesni savez Crne Gore (PSCG) osnovan je 2000. godine s ciljem unapređenja plesa u Crnoj Gori. PSCG zajedno sa plesnim klubovima, koji su njegovi članovi, organizuje takmičenja u sportskom plesu; show dance-u, hip-hop-u i drugim pravcima. Najprestižnije takmičenje je Budva Open, koje se organizuje krajem juna, ili početkom jula svake godine u Budvi. Takmičenje je međunarodnog tipa. Zajedno sa Plesnim savezom Srbije (PSS) činio je prvo Plesni savez Jugoslavije (PSYU), a kasnije Plesni savez Srbije i Crne Gore (PSSCG) koji je i zvanično prestao da postoji 2006. godine raspadom državne zajednice. PSSCG je bio član Međunarodne federacije sportskog plesa (eng. International Dance Sport Federation - IDSF). Mjesto u ovoj međunarodnoj federaciji zadržao je PSS, dok PSCG trenutno čeka na odobrenje zahtjeva za priključenje.  Sadašnji predsjednik saveza je Jovica Nikolić. Neki od klubova koji su čanovi saveza su: Habanera, Jet-Set, Matrix, Beautiy, Migado,... itd.

## Spoljašnje veze
- Plesni savez Crne Gore - zvanični sajt PSCG.